# Temporada da NHL de 1991–92
A temporada da NHL de 1991–92 foi a 75.ª  temporada da National Hockey League (NHL).  Vinte e dois times jogaram 80 partidas cada. O Pittsburgh Penguins foi bicampeão da Copa Stanley, vencendo o Chicago Blackhawks por 4-0 na série final.

## Negócios da Liga
Como mencionado acima, 1991–92 foi a 75ª temproada da liga. Com isso, todos os jogadores utilizaram uma costura em seus uniformes com a marca do 75º aniversário da liga para esta temporada.
Esta foi a primeira temporada do San Jose Sharks, a primeira equipe de expansão da NHL deste 1979. O nascimento do Sharks trouxe de volta o hóquei à Área da baía de São Francisco após o California Golden Seals ter sido relocado para Cleveland em 1976.
Esta também foi a última temporada para John Ziegler como Presidente da NHL. Ele foi sucedido por Gil Stein, que ficou na posição por um ano antes de ser substituído por Gary Bettman.

### Uniformes Retrô
Como parte das celebrações pelo 75º aniversário, e pegando a deixa do programa de uniforme "Volte Atrás o Relógio", da Major League Baseball, uniformes retrô foram utilizados pelos times dos Seis Originais em alguns jogos, e também foram utilizados no 43º Jogo das Estrelas da NHL.
O estilo dos uniformes utilizados incluiu:
- Boston Bruins – cerca de 1933
- Chicago Blackhawks – cerca de 1940
- Detroit Red Wings – cerca de 1928
- Montreal Canadiens – cerca de 1926
- New York Rangers – cerca de 1940
- Toronto Maple Leafs – cerca de 1940
- Estrelas da Gales – jersey branca do Jogo das Estrelas de 1952
- Estrelas da Campbell – jersey vermelha do Jogo das Estrelas de 1952

Os uniformes retrô teriam impacto nas futuras temporadas da NHL, já que vários times adotaram a onda retrô em seu terceiro uniforme.  A National Football League e a National Basketball Association seguiriam o exemplo da NHL, com times usando uniformes retrô para celebra os aniversários de 75 and 50 anos, respectivamente.

## Temporada Regular
O defensor do New York Rangers, Brian Leetch, tornou-se o quinto, e último até os dias atuais, defensor a marcar 100 pontos em uma temporada. Ele terminou a temporada com 102 pontos e conquistou o Troféu Memorial James Norris como o melhor defensor da liga. O Rangers terminou a temporada com 105 pontos, vencendo o Troféu dos Presidentes como melhor time da temporada regular da NHL. Esta foi a primeira vez em que o Rangers liderou a liga desde 1942.
Pela primeira vez, a temporada da NHL terminou no mês de junho. Uma razão primária para isso foi a greve de 10 dias da NHL, a primeira parada nos trabalhos da história da liga, que começou em 1º de abril. Os jogos que deveriam ter sido jogados durante a greve não foram cancelados, mas remarcados e disputados quando os jogos voltaram, em 12 de abril.
Pela primeira vez em sua carreira na NHL, Wayne Gretzky não consigou terminar entre os dois primeiros atrilheiros. O jogador do Pittsburgh Penguins, Kevin Stevens, tornou-se apenas a terceira pessoa na história da NHL a superar Gretzky na temporada regular (Marcel Dionne empatou com Gretzky no ano de estreia de Wayne, mas teve mais gols, e Mario Lemieux ganhou o Troféu Art Ross sobre Wayne em 1988 e 1989).

### Classificação final
Nota: J = Partidas jogadas, V = Vitórias, D = Derrotas, E = Empates, Pts = Pontos, GP = Gols pró, GC = Gols contra, PEM=Penalizações em minutos

Times que se classificaram aos playoffs estão destacados em negrito

#### Conferência Príncipe de Gales
| Divisão Adams      | J  | V  | D  | E  | Pts | GP  | GC  |
| ------------------ | -- | -- | -- | -- | --- | --- | --- |
| Montreal Canadiens | 80 | 41 | 28 | 11 | 93  | 267 | 207 |
| Boston Bruins      | 80 | 36 | 32 | 12 | 84  | 270 | 275 |
| Buffalo Sabres     | 80 | 31 | 37 | 12 | 74  | 289 | 299 |
| Hartford Whalers   | 80 | 26 | 41 | 13 | 65  | 247 | 283 |
| Quebec Nordiques   | 80 | 20 | 48 | 12 | 52  | 255 | 318 |

| Divisão Patrick     | J  | V  | D  | E  | Pts | GP  | GC  |
| ------------------- | -- | -- | -- | -- | --- | --- | --- |
| New York Rangers    | 80 | 50 | 25 | 5  | 105 | 321 | 246 |
| Washington Capitals | 80 | 45 | 27 | 8  | 98  | 330 | 275 |
| Pittsburgh Penguins | 80 | 39 | 32 | 9  | 87  | 343 | 308 |
| New Jersey Devils   | 80 | 38 | 31 | 11 | 87  | 289 | 259 |
| New York Islanders  | 80 | 34 | 35 | 11 | 79  | 291 | 299 |
| Philadelphia Flyers | 80 | 32 | 37 | 11 | 75  | 252 | 273 |

#### Conferência Clarence Campbell
| Divisão Norris        | J  | V  | D  | E  | Pts | GP  | GC  |
| --------------------- | -- | -- | -- | -- | --- | --- | --- |
| Detroit Red Wings     | 80 | 43 | 25 | 12 | 98  | 320 | 256 |
| Chicago Blackhawks    | 80 | 36 | 29 | 15 | 87  | 257 | 236 |
| St. Louis Blues       | 80 | 36 | 33 | 11 | 83  | 279 | 266 |
| Minnesota North Stars | 80 | 32 | 42 | 6  | 70  | 246 | 278 |
| Toronto Maple Leafs   | 80 | 30 | 43 | 7  | 67  | 234 | 294 |

| Divisão Smythe    | J  | V  | D  | E  | Pts | GP  | GC  |
| ----------------- | -- | -- | -- | -- | --- | --- | --- |
| Vancouver Canucks | 80 | 42 | 26 | 12 | 96  | 285 | 250 |
| Los Angeles Kings | 80 | 35 | 31 | 14 | 84  | 287 | 296 |
| Edmonton Oilers   | 80 | 36 | 34 | 10 | 82  | 295 | 297 |
| Winnipeg Jets     | 80 | 33 | 32 | 15 | 81  | 251 | 244 |
| Calgary Flames    | 80 | 31 | 37 | 12 | 74  | 296 | 305 |
| San Jose Sharks   | 80 | 17 | 58 | 5  | 39  | 219 | 359 |

## Playoffs
Nota: Todas as datas em 1992
- Os playoffs de 1992 viram a história ser feita, já que, pela primeira vez, todos os quatro vencedores de divisão foram eliminados na mesma rodada. Nas finais da Divisão, o campeão da Divisão Norris, Detroit Red Wings foi varrido pelo Chicago Blackhawks em quatro jogos seguidos, e o Montreal Canadiens, que havia vencido a Divisão Adams, sofreu o mesmo destino das mãos do Boston Bruins. O Pittsburgh Penguins eliminou o campeão da Divisão Patrick, o New York Rangers, em seis jogos, enquanto Vancouver Canucks, líder da Divisão Smythe, caiu para o Edmonton Oilers, também em seis jogos.

- Um recorde de 54 jogos foram disputados na primeira rodada, com seis das oito séries chegando ao sétimo jogo.

- Este foi o último ano em que o Hartford Whalers se classificou para os playoffs. A franquia não atingiria novamente a pós-temporada até 1999, época em que era conhecido como Carolina Hurricanes.

- Das oito séries de semifinal de divisão, três delas ocorreriam novamente na temporada seguinte (Vancouver Canucks vs. Winnipeg Jets, Boston Bruins vs. Buffalo Sabres, e Chicago Blackhawks vs. St. Louis Blues).

### Tabela dos Playoffs
|  | Fase preliminar               | Fase preliminar | Fase preliminar |            |            | Quartas-de-final | Quartas-de-final | Quartas-de-final |  |    | Semifinais | Semifinais | Semifinais |  |    | Final da Copa Stanley | Final da Copa Stanley | Final da Copa Stanley |
|  |                               |                 |                 |            |            |                  |                  |                  |  |    |            |            |            |  |    |                       |                       |                       |
|  | 1                             | Montreal        | 4               |            |            |                  |                  |                  |  |    |            |            |            |  |    |                       |                       |                       |
|  | 4                             | Hartford        | 3               |            |            |                  |                  |                  |  |    |            |            |            |  |    |                       |                       |                       |
|  | 4                             | Hartford        | 3               |            | 1          | Montreal         | 0                |                  |  |    |            |            |            |  |    |                       |                       |                       |
|  |                               |                 |                 |            | 1          | Montreal         | 0                |                  |  |    |            |            |            |  |    |                       |                       |                       |
|  |                               |                 | 2               | Boston     | 4          |                  |                  |                  |  |    |            |            |            |  |    |                       |                       |                       |
|  | 2                             | Boston          | 2               | Boston     | 4          | 4                |                  |                  |  |    |            |            |            |  |    |                       |                       |                       |
|  | 2                             | Boston          |                 |            |            | 4                |                  |                  |  |    |            |            |            |  |    |                       |                       |                       |
|  | 3                             | Buffalo         | 3               |            |            |                  |                  |                  |  |    |            |            |            |  |    |                       |                       |                       |
|  | 3                             | Buffalo         | 3               |            |            |                  |                  |                  |  | P3 | Pittsburgh | 4          |            |  |    |                       |                       |                       |
|  | Conferência Príncipe de Gales |                 |                 |            |            |                  |                  |                  |  | P3 | Pittsburgh | 4          |            |  |    |                       |                       |                       |
|  |                               | A2              | Boston          | 0          |            |                  |                  |                  |  |    |            |            |            |  |    |                       |                       |                       |
|  | 1                             | A2              | Boston          | 0          | NY Rangers | 4                |                  |                  |  |    |            |            |            |  |    |                       |                       |                       |
|  | 1                             |                 |                 |            | NY Rangers | 4                |                  |                  |  |    |            |            |            |  |    |                       |                       |                       |
|  | 4                             | New Jersey      | 3               |            |            |                  |                  |                  |  |    |            |            |            |  |    |                       |                       |                       |
|  | 4                             | New Jersey      | 3               |            | 1          | NY Rangers       | 2                |                  |  |    |            |            |            |  |    |                       |                       |                       |
|  |                               |                 |                 |            | 1          | NY Rangers       | 2                |                  |  |    |            |            |            |  |    |                       |                       |                       |
|  |                               |                 | 3               | Pittsburgh | 4          |                  |                  |                  |  |    |            |            |            |  |    |                       |                       |                       |
|  | 2                             | Washington      | 3               | Pittsburgh | 4          | 3                |                  |                  |  |    |            |            |            |  |    |                       |                       |                       |
|  | 2                             | Washington      |                 |            |            | 3                |                  |                  |  |    |            |            |            |  |    |                       |                       |                       |
|  | 3                             | Pittsburgh      | 4               |            |            |                  |                  |                  |  |    |            |            |            |  |    |                       |                       |                       |
|  | 3                             | Pittsburgh      | 4               |            |            |                  |                  |                  |  |    |            |            |            |  | P3 | Pittsburgh            | 4                     |                       |
|  |                               |                 |                 |            |            |                  |                  |                  |  |    |            |            |            |  | P3 | Pittsburgh            | 4                     |                       |
|  |                               | N2              | Chicago         | 0          |            |                  |                  |                  |  |    |            |            |            |  |    |                       |                       |                       |
|  | 1                             | N2              | Chicago         | 0          | Detroit    | 4                |                  |                  |  |    |            |            |            |  |    |                       |                       |                       |
|  | 1                             |                 |                 |            | Detroit    | 4                |                  |                  |  |    |            |            |            |  |    |                       |                       |                       |
|  | 4                             | Minnesota       | 3               |            |            |                  |                  |                  |  |    |            |            |            |  |    |                       |                       |                       |
|  | 4                             | Minnesota       | 3               |            | 1          | Detroit          | 0                |                  |  |    |            |            |            |  |    |                       |                       |                       |
|  |                               |                 |                 |            | 1          | Detroit          | 0                |                  |  |    |            |            |            |  |    |                       |                       |                       |
|  |                               |                 | 2               | Chicago    | 4          |                  |                  |                  |  |    |            |            |            |  |    |                       |                       |                       |
|  | 2                             | Chicago         | 2               | Chicago    | 4          | 4                |                  |                  |  |    |            |            |            |  |    |                       |                       |                       |
|  | 2                             | Chicago         |                 |            |            | 4                |                  |                  |  |    |            |            |            |  |    |                       |                       |                       |
|  | 3                             | St. Louis       | 2               |            |            |                  |                  |                  |  |    |            |            |            |  |    |                       |                       |                       |
|  | 3                             | St. Louis       | 2               |            |            |                  |                  |                  |  | N2 | Chicago    | 4          |            |  |    |                       |                       |                       |
|  | Conferência Clarence Campbell |                 |                 |            |            |                  |                  |                  |  | N2 | Chicago    | 4          |            |  |    |                       |                       |                       |
|  |                               | S3              | Edmonton        | 0          |            |                  |                  |                  |  |    |            |            |            |  |    |                       |                       |                       |
|  | 1                             | S3              | Edmonton        | 0          | Vancouver  | 4                |                  |                  |  |    |            |            |            |  |    |                       |                       |                       |
|  | 1                             |                 |                 |            | Vancouver  | 4                |                  |                  |  |    |            |            |            |  |    |                       |                       |                       |
|  | 4                             | Winnipeg        | 3               |            |            |                  |                  |                  |  |    |            |            |            |  |    |                       |                       |                       |
|  | 4                             | Winnipeg        | 3               |            | 1          | Vancouver        | 2                |                  |  |    |            |            |            |  |    |                       |                       |                       |
|  |                               |                 |                 |            | 1          | Vancouver        | 2                |                  |  |    |            |            |            |  |    |                       |                       |                       |
|  |                               |                 | 3               | Edmonton   | 4          |                  |                  |                  |  |    |            |            |            |  |    |                       |                       |                       |
|  | 2                             | Los Angeles     | 3               | Edmonton   | 4          | 2                |                  |                  |  |    |            |            |            |  |    |                       |                       |                       |
|  | 2                             | Los Angeles     |                 |            |            | 2                |                  |                  |  |    |            |            |            |  |    |                       |                       |                       |
|  | 3                             | Edmonton        | 4               |            |            |                  |                  |                  |  |    |            |            |            |  |    |                       |                       |                       |

### Final
A série ocorreu entre o atual detentor e campeão da Copa Stanley Pittsburgh Penguins e o campeão da Conferência Clarence Campbell Chicago Blackhawks. O Penguins venceu em quatro jogos, três dos quais por uma diferença de um gol. Mario Lemieux do Pittsburgh ganhou o Troféu Conn Smythe como melhor jogador dos playoffs. 
| Pittsburgh vs. Chicago | Pittsburgh vs. Chicago | Pittsburgh vs. Chicago | Pittsburgh vs. Chicago |
| Data                   | Visitante              | Mandante               |                        |
| ---------------------- | ---------------------- | ---------------------- | ---------------------- |
| 26 de maio             | Chicago 4              | 5 Pittsburgh           |                        |
| 28 de maio             | Chicago 1              | 3 Pittsburgh           |                        |
| 30 de maio             | Pittsburgh 1           | 0 Chicago              |                        |
| 1º de junho            | Pittsburgh 6           | 5 Chicago              |                        |

## Prêmios da NHL
| Troféu dos Presidentes:         | New York Rangers                        |
| Troféu Príncipe de Gales:       | Pittsburgh Penguins                     |
| Taça Clarence S. Campbell:      | Chicago Blackhawks                      |
| Troféu Art Ross:                | Mario Lemieux, Pittsburgh Penguins      |
| Troféu Memorial Bill Masterton: | Mark Fitzpatrick, New York Islanders    |
| Troféu Memorial Calder:         | Pavel Bure, Vancouver Canucks           |
| Troféu Conn Smythe:             | Mario Lemieux, Pittsburgh Penguins      |
| Troféu Frank J. Selke:          | Guy Carbonneau, Montreal Canadiens      |
| Troféu Memorial Hart:           | Mark Messier, New York Rangers          |
| Prêmio Jack Adams:              | Pat Quinn, Vancouver Canucks            |
| Troféu Memorial James Norris:   | Brian Leetch, New York Rangers          |
| Troféu Memorial King Clancy:    | Ray Bourque, Boston Bruins              |
| Troféu Memorial Lady Byng:      | Wayne Gretzky, Los Angeles Kings        |
| Prêmio Lester B. Pearson:       | Mark Messier, New York Rangers          |
| Prêmio Mais/Menos da NHL:       | Paul Ysebaert, Detroit Red Wings        |
| Troféu Vezina:                  | Patrick Roy, Montreal Canadiens         |
| Troféu William M. Jennings:     | Patrick Roy, Montreal Canadiens         |
| Troféu Lester Patrick:          | Al Arbour, Art Berglund, Lou Lamoriello |

### Seleções da liga
| Primeiro Time                      | Posição | Segundo Time                       |
| ---------------------------------- | ------- | ---------------------------------- |
| Patrick Roy, Montreal Canadiens    | G       | Kirk McLean, Vancouver Canucks     |
| Brian Leetch, New York Rangers     | D       | Phil Housley, Winnipeg Jets        |
| Ray Bourque, Boston Bruins         | D       | Scott Stevens, New Jersey Devils   |
| Mark Messier, New York Rangers     | C       | Mario Lemieux, Pittsburgh Penguins |
| Brett Hull, St. Louis Blues        | PD      | Mark Recchi, PIT/PHI               |
| Kevin Stevens, Pittsburgh Penguins | PE      | Luc Robitaille, Los Angeles Kings  |

## Estatísticas dos Jogadores

### Artilheiros
J = Partidas jogadas, G = Gols, A = Assistências, Pts = Pontos, PEM = Penalizações em minutos, PPG = Gols em power play, SHG = Gols com jogador a menos, GHG = Gol da vitória no jogo
| Jogador        | Time             | J  | G  | A  | Pts |
| -------------- | ---------------- | -- | -- | -- | --- |
| Mario Lemieux  | Pittsburgh       | 64 | 44 | 87 | 131 |
| Kevin Stevens  | Pittsburgh       | 80 | 54 | 69 | 123 |
| Wayne Gretzky  | Los Angeles      | 74 | 31 | 90 | 121 |
| Brett Hull     | St. Louis        | 73 | 70 | 39 | 109 |
| Luc Robitaille | Los Angeles      | 80 | 44 | 63 | 107 |
| Mark Messier   | NY Rangers       | 79 | 35 | 72 | 107 |
| Jeremy Roenick | Chicago          | 80 | 53 | 50 | 103 |
| Steve Yzerman  | Detroit          | 79 | 45 | 58 | 103 |
| Brian Leetch   | NY Rangers       | 80 | 22 | 80 | 102 |
| Adam Oates     | St. Louis/Boston | 80 | 20 | 79 | 99  |

### Melhores Goleiros
Mínimo de 2000 min. J = Partidas jogadas, MJ=Minutos jogados, GC = Gols contra, TNG = Tempo no Gelo, MGC = Média de gols contra, V = Vitórias, D = Derrotas, E = Empates, SO = Shutouts, Def% = Porcentagem de defesas
| Jogador            | Time       | J  | TNG  | V  | D  | E  | GC  | SO | Def% | MGC  |
| ------------------ | ---------- | -- | ---- | -- | -- | -- | --- | -- | ---- | ---- |
| Patrick Roy        | Montreal   | 67 | 3935 | 36 | 22 | 8  | 155 | 5  | .914 | 2.36 |
| Ed Belfour         | Chicago    | 52 | 2928 | 21 | 18 | 10 | 132 | 5  | .894 | 2.70 |
| Kirk McLean        | Vancouver  | 65 | 3852 | 38 | 17 | 9  | 176 | 5  | .901 | 2.74 |
| John Vanbiesbrouck | NY Rangers | 45 | 2526 | 27 | 13 | 3  | 120 | 2  | .910 | 2.85 |
| Bob Essensa        | Winnipeg   | 47 | 2627 | 21 | 17 | 6  | 126 | 5  | .910 | 2.88 |

## Estreias
Esta é uma lista de jogadores importantes que jogaram seu primeiro jogo na NHL em 1991-92 (listados com seu primeiro time, asterisco marca estreia nos playoffs):
- Stu Barnes, Winnipeg Jets
- Martin Brodeur, New Jersey Devils
- Pavel Bure, Vancouver Canucks
- Keith Carney, Buffalo Sabres
- Adam Foote, Quebec Nordiques
- Bill Guerin, New Jersey Devils
- Derian Hatcher, Minnesota North Stars
- Bret Hedican, St. Louis Blues
- Arturs Irbe, San Jose Sharks
- Joe Juneau, Boston Bruins
- Vladimir Konstantinov, Detroit Red Wings
- Vyacheslav Kozlov, Detroit Red Wings
- Martin Lapointe, Detroit Red Wings
- Nicklas Lidstrom, Detroit Red Wings
- Glen Murray, Boston Bruins
- Scott Niedermayer, New Jersey Devils
- Felix Potvin, Toronto Maple Leafs
- Darryl Sydor, Los Angeles Kings
- Keith Tkachuk, Winnipeg Jets

## Últimos jogos
Esta é uma lista de jogadores importantes que jogaram seu último jogo na NHL em 1991-92 (listados com seu último time):
- Barry Pederson, Boston Bruins
- Rick Vaive, Buffalo Sabres
- Tony Tanti, Buffalo Sabres
- Clint Malarchuk, Buffalo Sabres
- Greg Millen, Detroit Red Wings
- Ilkka Sinisalo, Los Angeles Kings
- Larry Robinson, Los Angeles Kings
- Chris Nilan, Montreal Canadiens
- Patrik Sundstrom, New Jersey Devils
- Rick Green, New York Islanders
- John Tonelli, Quebec Nordiques
- Mark Pavelich, San Jose Sharks
- Ken Linseman, Toronto Maple Leafs
- Mike Bullard, Toronto Maple Leafs
- Randy Gregg, Vancouver Canucks
- Mike Liut, Washington Capitals
- Mario Marois, Winnipeg Jets
- Lucien DeBlois, Winnipeg Jets
- Aaron Broten, Winnipeg Jets